# Molly Manning Walker
Molly Manning Walker   (Londres, 14 de setembre de 1993) és una cineasta britànica establerta a Londres. El seu primer llargmetratge How to Have Sex (2023) va guanyar el premi Un certain regard al Festival de Canes 2023 i el Premi al descobriment europeu de l'any als 36ns Premis del Cinema Europeu. El 2024 va obtenir dues nominacions als LXXVII Premis BAFTA per a How to Have Sex, incloent-hi la categoria de millor pel·lícula britànica i la de millor director, guionista o productor britànic novell.

## Primers anys i formació
Manning Walker va néixer al districte londinenc occidental d'Ealing, filla dels creatius del teatre i del cinema Andy Walker i Lesley Manning. El seu germà gran Charlie Manning-Walker és membre de la banda Chubby and the Gang.
Manning Walker va estudiar a l'institut Elthorne Park i a l'escola del priorat de sant Agustí, ambdues al seu barri natal. A l'escola va mostrar interès per la fotografia i la van convidar a gravar un esdeveniment del moviment Occupy London, que Manning Walker va convertir en un documental. Va estudiar cinematografia a la Universitat d'Arts de Bournemouth, on es va graduar amb un Bachelor of Arts el 2015, i a l'Escola Nacional de Cinema i Televisió, on es va graduar amb un Master of Arts el 2018.

## Carrera
El seu primer llargmetratge es va desenvolupar amb Film4. Està representada en la direcció per l'agència Independent Talent. També va ser la directora de fotografia del primer llargmetratge de Charlotte Regan Scrapper.

## Vida personal
Manning Walker va ser cofundadora de l'equip de futbol de la lliga dominical Babes City FC.